# Rajd Wybrzeża Kości Słoniowej 1988
Rajd Wybrzeża Kości Słoniowej 1988 (20. Marlboro Cote d’Ivoire Rallye) – 20 Rajd Wybrzeża Kości Słoniowej rozgrywany na Wybrzeżu Kości Słoniowej w dniach 20-24 września. Była to jedenasta runda Rajdowych Mistrzostw Świata w roku 1988. Rajd został rozegrany na nawierzchni szutrowej. Bazą rajdu było miasto Abidżan.

## Wyniki końcowe rajdu[1]
| Msc. | Kierowca          | Pilot                | Samochód                 | Czas     | Strata   | Grupa | Punkty |
| ---- | ----------------- | -------------------- | ------------------------ | -------- | -------- | ----- | ------ |
| 1    | Alain Ambrosino   | Daniel Le Saux       | Nissan 200SX             | 3:34.51  | 0.0      | A8    | 20     |
| 2.   | Pascal Gaban      | Willy Lux            | Mazda 323 4WD            | 5:06.33  | +1:31.42 | N4    | 15     |
| 3.   | Patrick Tauziac   | Claude Papin         | Mitsubishi Starion Turbo | 7:20.20  | +3:45.29 | A8    | 12     |
| 4.   | Alain Oudit       | Patrice Lemarie      | Volkswagen Golf GTI 16V  | 7:53.08  | +4:18.17 | N3    | 10     |
| 5.   | Adolphe Choteau   | Jean-Pierre Claverie | Toyota Corolla GT        | 7:53.48  | +4:18.57 | A6    | 8      |
| 6.   | Didier Monin      | Eddy Chevaillier     | Mazda 323 4WD            | 8:08.16  | +4:33.25 | N4    | 6      |
| 7.   | Roberto Ambrosoli | Renzo Veronelli      | Mazda 323 4WD            | 9:49.02  | +6:14.11 | N4    | 4      |
| 8.   | Soumare Mafall    | Angelberg Kady       | Toyota Corolla GT        | 11:26.02 | +7:51.11 | N2    | 3      |
| 9.   | Michel Molinie    | Marc Molinie         | Volkswagen Golf GTI      | 11:54.08 | +8:19.17 | A7    | 2      |
| 10.  | Samir Assef       | Kouamo Assale        | Toyota Corolla GT        | 12:42.03 | +9:07.12 | A6    | 1      |

## Klasyfikacja po 11 rundach
Tabele przedstawiają tylko pięć pierwszych miejsc.

### Kierowcy
| Lp. | Kierowca      | Pkt |
| --- | ------------- | --- |
| 1   | Miki Biasion  | 95  |
| 2   | Alex Fiorio   | 63  |
| 3   | Markku Alén   | 56  |
| 4   | Bruno Saby    | 32  |
| 5   | Didier Auriol | 32  |

### Producenci
| Lp. | Producent | Pkt |
| --- | --------- | --- |
| 1   | Lancia    | 140 |
| 2   | Ford      | 61  |
| 3   | Audi      | 61  |
| 4   | Mazda     | 49  |
| 5   | Renault   | 32  |